# 海州呉氏
海州呉氏（ヘジュオし、かいしゅうごし、해주오씨）は、朝鮮の氏族の一つ。本貫は黄海南道海州市である。2015年時の調査では462,704人。
始祖は、高麗成宗の時代に中国から渡来した呉仁裕である。

## 行列字
| ○世孫  | 24       | 25       | 26       | 27       | 28       | 29       | 30       | 31       | 32       | 33       | 34       | 35       | 36       | 37       | 38       | 39       | 40       | 41       | 42       | 43       |
| ------ | -------- | -------- | -------- | -------- | -------- | -------- | -------- | -------- | -------- | -------- | -------- | -------- | -------- | -------- | -------- | -------- | -------- | -------- | -------- | -------- |
| 行列字 | 영（泳） | 근（根） | 환（煥） | 세（世） | 석（錫） | 택（澤） | 식（植） | 병（炳） | 기（基） | 진（鎭） | 원（源） | 주（柱） | 렬（烈） | 균（均） | 종（鍾） | 호（浩） | 동（東） | 형（炯） | 규（圭） | 용（鎔） |

## 人口分布と集姓村
人口数、割合はいずれも2015年統計。全国で総人口に占める比例が最も高い地域は慶尚北道義城郡（959人、総人口の2.01%）である。集姓村のある地域は以下の通りである。
- 京畿道安城郡（2,785人、総人口の1.62%）
  - 陽城面徳峰里
- 京畿道龍仁市処仁区（2,660人、総人口の1.28%）
  - 遠三面竹陵里
  - 遠三面学日里
- 慶尚南道居昌郡（693人、総人口の1.29%）
  - 馬利面皐鶴里
- 全羅北道淳昌郡（337人、総人口の1.41%）
  - 双置面龍田里
- 全羅北道井邑市（1,271人、総人口の1.25%）
  - 浄雨面大寺里
- 忠清南道錦山郡（633人、総人口の1.26%）
  - 秋富面
- 黄海道碧城郡
  - 茄佐面梅谷里
  - 月禄面桑林里[3]

## 参考
- 金光林 (2014年). “A Comparison of the Korean and Japanese Approaches to Foreign Family Names” (英語) (PDF). Journal of cultural interaction in East Asia (東アジア文化交渉学会).  オリジナルの2016年3月27日時点におけるアーカイブ。